# Astropis (planetka)
(59800) Astropis je planetka hlavního pásu, pojmenovaná podle českého časopisu popularizujícího astronomii a astrofyziku. Objevili ji 14. srpna 1999 Petr Pravec a Peter Kušnirák na observatoři Astronomického ústavu Akademie věd v Ondřejově. Původně nesla provizorní označení 1999 PV4.

## Dráha
Planetka obíhá v hlavním pásu asteroidů mezi Marsem a Jupiterem ve vzdálenosti 2,6 astronomické jednotky (velká poloosa a = 2,616 AU; numerická excentricita e = 0,078; sklon dráhy i = 21,65°, absolutní magnituda = 14,5) s oběžnou dobou 4,231 roku.